# 알렉산드르 베데르니코프
알렉산드르 알렉산드로비치 베데르니코프(Александр Александрович Ведерников, 1964년 1월 11일 ~ 2020년 10월 29일)는 러시아의 지휘자이다.
아버지 알렉산드르 필리포비치 베데르니코프는 베이스 성악가, 어머니 나탈리야 니콜라예브나 구레예바(Наталия Николаевна Гуреева)는 오르간 연주자였다. 모스크바 음악원에서 레오니트 니콜라예프를 사사하였고 1988년 졸업하였다.
1988년부터 1990년까지 스타니슬랍스키-네미로비치 단첸코 기념음악극장 상임지휘자로 있었다. 1995년 Russian Philharmonia Symphony Orchestra를 창단하여 2004년까지 예술감독 겸 지휘자로 있었다. 2001년부터 2009년까지 볼쇼이 극장 음악감독을, 2009년부터 2018년까지 오덴세 교향악단 상임지휘자를, 그리고 2019년부터 미하일롭스키 극장의 음악감독 겸 지휘자를 맡았다.
코로나19 범유행중인 2020년 10월 29일 코로나19로 사망하였다.